# DSC Oberthurgau
Der Damen-Schlittschuh-Club (DSC) Oberthurgau war ein Fraueneishockeyverein aus Romanshorn in der Schweiz. Anfang der 1990er Jahre entstand eine Frauenmannschaft beim EHC St. Gallen, die sich 1997 vom Hauptverein abspaltete und 2002 in das neu gebaute Eissportzentrum Oberthurgau umzog. Nach der Saison 2006/07 zog sich der Verein vom Spielbetrieb zurück.

## Erfolge
- 1993 Meister der Leistungsklasse B und Aufstieg in die Leistungsklasse A
- 2000 Schweizer Meister

## Spielerinnen

### Meisterkader 1999/2000
| Torhüter: Veronica Ruzzon, Patricia Sautter, Katja Tiefenthaler Verteidiger: Claudia Ortelli, Sarah Looser, Niki Tiefenthaler, Kathrin Vonwiller Angreifer: Anja Wieland, Patrizia Chiavi, Rachel Wild, Iris Holzer, Manuela Ortelli, Silvia Bruggmann, N. Eigenmann, M. Eigenmann, Flammer, Regula Stebler, Claudia Bär Trainerstab: Michael Fischer, Claudio Ortelli |

### Bekannte ehemalige Spielerinnen
- Susanne Fellner
- Maritta Becker
- Michaela Lanzl
- Sara Seiler
- Sanna Lankosaari
- Patricia Sautter
- Anja Stiefel